# Bathanalia howesi
Bathanalia howesi је пуж из реда Sorbeoconcha и фамилије Thiaridae. 

## Угроженост
Ова врста се сматра угроженом.

## Распрострањење
Ареал врсте је ограничен на једну државу. 
Танзанија је једино познато природно станиште врсте.

## Станиште
Станиште врсте су слатководна подручја. 